# Einkünfte aus nichtselbständiger Arbeit (Deutschland)
Die Einkünfte aus nichtselbständiger Arbeit gehören in Deutschland zu den in § 2 Abs. 1 EStG genannten sieben Einkunftsarten und zählen zu den Überschusseinkünften. Gesetzliche Grundlage ist § 19 EStG. Die Einkommensteuer wird i. d. R. durch Abzug vom Arbeitslohn in Form einer Quellensteuer, der Lohnsteuer, erhoben.

## Bedeutung
Die Einkünfte aus nichtselbständiger Arbeit sind die aufkommenstärkste Einkunftsart im deutschen Steuersystem. Die Lohnsteuereinnahmen beliefen sich im Jahre 2020 auf 209,3 Milliarden Euro. Lediglich die Umsatzsteuer war mit einem Aufkommen von 219,5 Milliarden Euro stärker an den Staatseinnahmen beteiligt. Damit beläuft sich das Aufkommen der Lohnsteuer auf ca. 28,3 % der gesamten Steuereinnahmen (739,7 Milliarden Euro).

## Begriff und Abgrenzung
Das EStG enthält keine eigene Definition des Begriffes nichtselbständige Arbeit, sondern eine Aufzählung verschiedener Formen von Arbeitsentgelt. Gemeinsam ist ihnen, dass sie aus einem Dienstverhältnis stammen zwischen einem Arbeitgeber und einem Arbeitnehmer. Eine steuerrechtliche Legaldefinition dieser Begriffe enthält § 1 Lohnsteuer-Durchführungsverordnung (LStDV):
- Dienstverhältnis: liegt vor, wenn der Arbeitnehmer seine Arbeitskraft schuldet und verpflichtet ist, den Weisungen des Arbeitgebers Folge zu leisten und in dessen geschäftlichen Organismus eingegliedert ist (z. B. aufgrund eines Arbeitsvertrages)
- Arbeitgeber: übergeordnete, weisungsbefugte Person oder Institution (z. B. öffentliche Körperschaft, Unternehmer, Haushaltsvorstand)
- Arbeitnehmer: untergeordnete natürliche Person, die im öffentlichen oder privaten Dienst weisungsabhängig beschäftigt ist und hieraus Arbeitslohn bezieht (z. B. Arbeiter, Angestellter, Beamter).

Die steuerrechtlichen Begriffsinhalte unterscheiden sich teilweise von den Definitionen des Dienstverhältnisses, Arbeitgebers und Arbeitnehmers in anderen Rechtsgebieten wie dem Arbeits- oder Sozialversicherungsrecht. So ist ein Beamter steuerrechtlich Arbeitnehmer, aber sozialversicherungsrechtlich nicht.
Wird die Tätigkeit nicht fremdbestimmt, sondern selbständig unter eigenem Geschäftsrisiko ausgeübt, liegen Gewinneinkünfte vor.

## Unterteilung
Zu den Einkünften aus nichtselbständiger Arbeit gehören:
1. Gehälter und Löhne, Gratifikationen, Tantiemen und andere Bezüge und Vorteile für eine Beschäftigung im öffentlichen oder privaten Dienst. Hierzu zählen auch Zuwendungen an Arbeitnehmer bei Betriebsveranstaltungen, die bestimmte Grenzen übersteigen;
2. Wartegelder, Ruhegelder, Witwen- und Waisengelder und andere Bezüge und Vorteile aus früheren Dienstleistungen (z. B. Pensionen, Betriebsrenten, aber nicht: gesetzliche Renten);
3. Einzahlungen des Arbeitgebers in Pensionsfonds, Pensionskassen und Direktversicherungen (betriebliche Altersversorgung).

Es ist gleichgültig, ob es sich um laufende oder um einmalige Bezüge handelt und ob ein Rechtsanspruch auf sie besteht.

## Einkünfteermittlung
Die Einkünfte werden als Überschuss der Einnahmen über die Werbungskosten ermittelt (§ 2 Abs. 2 Nr. 2 EStG). Sie sind in dem Veranlagungszeitraum zu versteuern, in dem sie zugeflossen sind. Zu beachten ist jedoch, dass laufender Arbeitslohn schon im jeweiligen Lohnabrechnungsjahr als zugeflossen gilt (§ 38a Abs. 1 EStG); der Dezemberlohn 2021 wird also in der Einkommensteuererklärung 2021 erfasst, auch wenn er erst im Januar 2022 ausgezahlt wurde.

### Einkünfte aus aktivem Arbeits- oder Dienstverhältnis
Bei der Ermittlung der Einkünfte wird von Amts wegen ein Werbungskostenpauschbetrag (§ 9a EStG) von 1.230 Euro berücksichtigt. Wer höhere Aufwendungen getätigt hat, kann diese mit dem tatsächlichen Betrag als Werbungskosten steuerlich geltend machen.
```
Beispiel:

Jahresbruttolohn (Einnahmen)             40.000 Euro
- Werbungskostenpauschale                 1.230 Euro
= Einkünfte aus nichtselbst. Arbeit      38.770 Euro
```

### Einkünfte aus früherem Arbeits- oder Dienstverhältnis
Bei der Ermittlung der Einkünfte wird ein Werbungskostenpauschbetrag von 102 Euro (§ 9a EStG) berücksichtigt. Bei Nachweis höherer Aufwendungen können diese als Werbungskosten zum Abzug gebracht werden. Sind in den Einkünften aus nichtselbständiger Arbeit Versorgungsbezüge (§ 19 Abs. 2 EStG) enthalten, bleiben davon ein Versorgungsfreibetrag und ein Zuschlag zum Versorgungsfreibetrag steuerfrei.
```
Beispiel:

Versorgungsbezüge (Einnahmen)            40.000 Euro
- Werbungskostenpauschale                   102 Euro
- Versorgungsfreibetrag, xx % höchstens   3.000 Euro (abhängig vom Jahr des Versorgungsbeginns)
- Zuschlag zum Versorgungsfreibetrag        900 Euro (abhängig vom Jahr des Versorgungsbeginns)
= Einkünfte aus nichtselbst. Arbeit      35.998 Euro
```